# Ramis Sadikov
Ramis Sadikov - en russe : Рамис Садиков - (né le 26 février 1991 à Moscou en URSS) est un joueur professionnel russe de hockey sur glace qui évolue au poste de gardien de but.

## Biographie

### Carrière en club
En 2009, alors qu'il évolue avec le HK Rys, il est choisi par le SKA Saint-Pétersbourg lors du Repêchage d'entrée dans la KHL 2009 au premier tour au 12e rang. Les Otters d'Érié le sélectionnent lors de la sélection européenne de la Ligue canadienne de hockey au 32e rang. Il décide alors de rejoindre les Otters dans la Ligue de hockey de l'Ontario où il dispute vingt cinq matchs lors de sa première saison.

### Carrière internationale
Il représente la Russie en sélections jeunes. Il prend part à la Super Serie Subway en 2009.